# Aughrim (Wicklow)
Aughrim (irl. Eachroim) – miasteczko w Irlandii, w prowincji Leinster, w hrabstwie Wicklow. Położone jest w dolinie, w której rzeki Ow i Derry łączą się w jedną rzekę Aughrim. Miejscowość leży przy drodze regionalnej R747, między Arklow i Baltinglass.
Oryginalną nazwę Eachroim można przetłumaczyć na język polski jako "grzbiet konia".